# Sara Brankell
Sara Kristin Brankell, född 6 februari 1981 i Råda församling, är en svensk friidrottare (tresteg). Hon tävlar för Mölndals AIK.
Brankell deltog 2001 i tresteg vid U23-EM i Amsterdam, Nederländerna. Hon tog sig efter två övertramp vidare från kvalet med ett hopp på 12,87, men i finalen blev det tre övertramp.

## Personliga rekord
| Utomhus - Höjdhopp – 1,73 (Göteborg 29 juni 2001) - Längdhopp – 6.08 (Sollentuna 4 augusti 2002) - Tresteg – 13.40 (Bedford, Storbritannien 13 juni 2004) | Inomhus - 60 meter – 9.09 Göteborg 20 januari 2001) - Höjdhopp – 1,74 (Göteborg 20 januari 2001) - Längdhopp – 6,04 (Sätra 25 februari 2006) - Tresteg – 13,06 (Sätra 26 februari 2006) |

### Fotnoter
1. 1 2 3  Wiger 2006, s. 225.
2. ↑  ”Stora SM 2006, dag 1”. turebergfriidrott.se. http://turebergfriidrott.se/statistik/SM2006/2006_resfred.htm. Läst 19 april 2013.
3. ↑  ”Stora SM 2007”. trackandfield.se. Arkiverad från originalet den 4 maj 2013. https://archive.is/20130504152109/http://www.proteamonline.se/storage/customers/978/editor/resultat%20sm%20i%20friidrott%202007.html. Läst 19 april 2013.
4. ↑  ”Stora SM 2008, dag 2”. trackandfield.se. http://www.trackandfield.se/Resultat/2008/080802.htm. Läst 20 maj 2013.
5. 1 2  ”Stora inne-SM 2006 damer , resultat” (html). friidrott.stockholm.se. http://www.friidrott.stockholm.se/ism2006/resultat/f_kvinnor_resultat.html. Läst 6 april 2015.
6. ↑  ”Stora inne-SM 2002, resultat” (htm). Arkiverad från originalet den 13 december 2002. https://web.archive.org/web/20021213092936/http://m1.406.telia.com/~u40606160/ResultatISM.htm. Läst 14 april 2015.
7. ↑  ”Stora inne-SM 2007, resultat” (htm). idrottonline.se. Arkiverad från originalet den 11 april 2015. https://web.archive.org/web/20150411214031/http://iof2.idrottonline.se/ImageVaultFiles/id_16670/cf_78/070225ism.HTM. Läst 12 april 2015.
8. ↑  ”Stora inne-SM 2008, resultat” (pdf). mai.se. Arkiverad från originalet den 14 april 2015. https://web.archive.org/web/20150414002300/http://www.mai.se/resultat/resultat_inne-sm_2008.pdf. Läst 11 april 2015.
9. ↑  ”Stora inne-SM 2010 dag 1, resultat”. friidrott.stockholm.se. http://www.friidrott.stockholm.se/ISM2010/Page.asp?PageIdentifier=RESLORDAG. Läst 19 juli 2012.
10. ↑  Sveriges befolkning
1990:
Brankell, Sara Kristin
11. ↑  ”European Athletics U23 Championships - Amsterdam 2001” (på engelska). european-athletics.org. http://www.european-athletics.org/competitions/european-athletics-u23-championships/history/year=2001/results/index.html. Läst 25 oktober 2017.
12. ↑  ”Em22 dag 3: sanna i särklass i häckförsöken”. friidrott.se. 14 juli 2001. Arkiverad från originalet den 26 oktober 2017. https://web.archive.org/web/20171026002017/http://www.friidrott.se/nyheter.aspx?id=1004. Läst 26 oktober 2017.
13. ↑  ”Em22 dag 4: kallurmedaljer avslutade bästa jem22”. friidrott.se. 15 juli 2001. Arkiverad från originalet den 26 oktober 2017. https://web.archive.org/web/20171026214413/http://www.friidrott.se/nyheter.aspx?id=1006. Läst 26 oktober 2017.
14. 1 2 3 4 5 6 7  ”Personsida på AllAthletics” (på engelska). all-athletics.com. Arkiverad från originalet den 25 oktober 2016. https://web.archive.org/web/20161025235816/http://www.all-athletics.com/node/148146. Läst 25 oktober 2016.
15. 1 2 3 4  ”Personsida på European Athletics' webbplats” (på engelska). european-athletics.org. http://www.european-athletics.org/athletes/group=b/athlete=132368-brankell-sara/index.html. Läst 25 oktober 2016.
16. ↑  ”Personsida hos IAAF” (på engelska). iaaf.org. https://www.iaaf.org/athletes/sweden/sara-brankell-201881. Läst 25 oktober 2016.